# Hymenocallis ovata
Hymenocallis ovata är en amaryllisväxtart som först beskrevs av Philip Miller, och fick sitt nu gällande namn av Max Joseph Roemer. Hymenocallis ovata ingår i släktet Hymenocallis och familjen amaryllisväxter. Inga underarter finns listade i Catalogue of Life.